# جزيرة الدب (رسوم متحركة)
جزيرة الدب مسلسل رسوم متحركة فرنسي يتكون من 26 حلقة عرض لأول مره في عام 1992 وتمت دبلجة المسلسل للغة العربية .

## روابط خارجية
- جزيرة الدب على موقع IMDb (الإنجليزية)

- Unofficial "L'ile aux ours" website (French)